# Грам-еквівалент
Грам-еквівалент (рос. грамм-эквивалент, англ. gram equivalent, нім. Grammäquivalent n) — кількість грамів хімічного елемента або сполуки, що чисельно дорівнює масі їхніх хімічних еквівалентів.